# 千层饼
千层饼，是一种多层酥饼，通常每層饼之間會夹有甜味陷料。千層餅有多種變種，如拿破仑饼、香草薄饼、巧克力薄饼、奶油薄饼、蛋奶薄饼等。
它经典的味道是奶黄味，有时也有泡打奶油和果酱味。在它的上面通常裹有棕色与白色相间的梳状条纹，这是由糖衣或者方旦糖制作成的。还有一些美味的千层饼是由奶酪和菠菜制成的。